# Donizone de Canossa

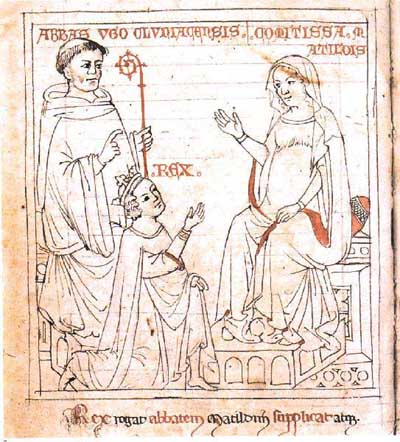
Extras dintr-un codice din secolul al XIII-lea al Acta Comitissae Mathildis a lui Donizone de Canossa. Reggio Emilia, Biblioteca Panizzi.

Donizone de Canossa (sfârșitul secolului al XI-lea-începutul secolului al XII-lea) a fost un călugăr din Ordinul benedictin.
Donizone de Canossa s-a născut probabil la Canossa. El a fost acceptat către anul 1090 în mănăstirea Sant'Apollonio din Canossa, unde va deveni mai târziu abate.
Pe parcursul vieții sale, el a compus câteva scrieri în limba latină, printre care Enarratio Genesis, operă de factură religioasă în 368 de versuri, și Vita Mathildis sau Acta Comitissae Mathildis, principala biografie a contesei Matilda de Toscana, căreia i-a fost confesor personal. Opera a fost redactată cu puțin înainte de 1115. Cu toate că stilul lui Donizone mai degrabă lipsit de virtuți stilistice, lucrarea este reținută drept principala sursă primară pentru viața Matildei de Canossa.